# Jaroslav Tetiva
Jaroslav Tetiva, né le 4 février 1932, à Chomutov, en Tchécoslovaquie et mort en mars 2021, est un ancien joueur tchécoslovaque de basket-ball.

## Palmarès
- Finaliste du championnat d'Europe 1955, 1959
- 3e du championnat d'Europe 1957